# Грабовська Ірина Сергіївна
Іри́на Сергі́ївна Грабо́вська (нар. 28 травня 1987, Сніжне, Донецька область) — українська письменниця, авторка книг у жанрі фентезі та стимпанк.

## Біографія
Ірина Грабовська народилась 28 травня 1987 року у Сніжному Донецької області. У 2009 закінчила філологічний факультет Донецького національного університету імені Василя Стуса за спеціальністю «Прикладна лінгвістика». Працювала редакторкою сайту бізнес-журналу «Компаньйон», з 2015 року — працює в IT тестувальницею програмного забезпечення. Мешкає в Києві.

## Літературна творчість
У 2017 році приєдналася до проєкту підготовки книги про оборону Луганського аеропорту під псевдонімом Анастасія Воронова. Спільно з командою співавторів — Сергієм Глотовим, Анастасією Глотовою, Дмитром Путятою і Юрієм Руденком — взяла участь в написанні документальної хроніки «У вогняному кільці. Оборона Луганського аеропорту». У 2018 році книга вийшла друком у видавництві Фоліо і за перші пів року, за словами гендиректора видавництва Олександра Красовицького, було продано понад 15 000 екземплярів.
2019 року, вже під справжнім іменем, у видавництві КМ-Букс вийшов перший фантастичний роман авторки — «Остання обитель бунтарства». Це перша частина стимпанк-дилогії «Леобург». Книга увійшла до довгого списку премії «Книга року BBC — 2020» у номінації «Дитяча Книга року BBC».
У 2020 році вийшло продовження дилогії — «Остання війна імперій». Жанр другого роману авторка визначає як стимпанк з елементами альтернативної історії. Обидві книги були перевидані у 2021 році одним томом під назвою «Леобург». Також у 2021 авторка написала підліткову повість «Місто біля моря», яка в 2022 році здобула І премію конкурсу «Молода КороНація» у категорії «Дорослі для дітей 12-15 років», але не була опублікована.
У 2022 році у видавництві «Віват» вийшла перша частина трилогії «Замок із кришталю» у жанрі фентезі меча і чарів — «Зірки й кістки». 2023 була опублікована друга книга циклу — «Земля Крилатих», 2025 — остання частина під назвою «Замок із кришталю», що поділяє назву серії. Сюжет трилогії ґрунтується на реальних подіях європейського середньовіччя, зокрема, війни спадкування Бретані та Столітньої війни на теренах Англії та Франції в XIV столітті.
Оповідання Ірини Грабовської виходили у кількох збірках фантастичних оповідань. В 2021 році у видавництві «Навчальна книга — Богдан» вийшло оповідання «2003. Справа про острів Тузлу» у збірці «Агенція „Незалежність“». В 2022 році оповідання «Найближчі до пекла» увійшло до збірки видавництва «Жорж» «Хроніки незвіданих земель».

## Блогерська діяльність
Ірина Грабовська є співзасновницею літературного об'єднання і Youtube-каналу «Фантастичні talk(s)», разом із чотирма іншими українськими письменницями-фантастками — Наталією Довгопол, Наталією Матолінець, Дарією Піскозуб та Світланою Тараторіною.
У 2023 році у складі «Фантастичних talk(s)» отримала нагороду Європейського товариства наукової фантастики у номінації «Найкраща публікація в Інтернеті» за цикл лекцій «Історія української фантастики».
Також веде блоги у Facebook, Instagram, TikTok.

## Нагороди та відзнаки
- 2018 — фіналістка конкурсу оповідань «Україна в глобальному світі» від фантастичного об'єднання «Зоряна Фортеця» (під псевдонімом Анастасія Воронова)[13]
- 2019 — І місце на конкурсі оповідань «Гардаріки: Фантастичні міста України» від журналу «Світ фентезі»[14]
- 2022 — І премія конкурсу «Молода КороНація» у категорії «Дорослі для дітей 12-15 років» за повість «Місто біля моря»[7]
- 2022 — стипендіатка Президента України як молода письменниця[15]
- 2023 — нагорода від Європейського товариства наукової фантастики у номінації «Найкраща публікація в Інтернеті» за цикл лекцій «Історія української фантастики» (у складі YouTube-проєкту «Фантастичні talk(s)»)[16]
- 2024 — перемога у номінації «Вибір читачів» за роман «Зірки й кістки» у премії «Своя полиця» від «Книгарні Є»[17]

### Документалістика
- Сергій Глотов, Анастасія Глотова, Анастасія Воронова, Юрій Руденко, Дмитро Путята. У вогняному кільці. Оборона Луганського аеропорту. — Харків : Фоліо, 2018. — 544 с. — (Хроніка) — ISBN 978-966-03-8214-5.

### Романи
- Ірина Грабовська. Остання обитель бунтарства. — Київ : КМ-Букс, 2019. — Т. 1. — 480 с. — (Леобург) — ISBN 978-966-948-325-6.
- Ірина Грабовська. Остання війна імперій. — Київ : КМ-Букс, 2020. — Т. 2. — 544 с. — (Леобург) — ISBN 978-966-948-437-6.
- Ірина Грабовська. Леобург. — Київ : КМ-Букс, 2021. — 752 с. — (Леобург) — ISBN 978-966-948-560-1.
- Ірина Грабовська. Зірки й кістки. — Харків : «Віват», 2022. — Т. 1. — 464 с. — (Художня література) — ISBN 978-966-982-903-0.
- Ірина Грабовська. Земля крилатих. — Харків : «Віват», 2023. — Т. 2. — 440 с. — (Художня література) — ISBN 978-966-982-990-0.
- Ірина Грабовська. Замок із кришталю. — Харків : «Віват», 2025. — Т. 3. — 744 с. — (Художня література) — ISBN 978-617-170-628-6.

### Оповідання
- 2003. Справа про острів Тузлу // Агенція «Незалежність». — Тернопіль : Навчальна книга — Богдан, 2021. — 352 с. — ISBN 978-966-10-6644-0.
- Ірина Грабовська, Світлана Тараторіна, Наталія Довгопол, Наталія Матолінець, Дарія Піскозуб. Найближчі до пекла // Хроніки незвіданих земель. — Харків : Жорж, 2022. — 368 с. — (Фантастичні talk(s) представляють) — ISBN 978-617-80-2332-4.
- Ірина Грабовська, Наталія Матолінець, Тамара Горіха-Зерня, Наталія Довгопол, Олена Захарченко, Дара Корній, Олена Кузьміна, Анастасія Нікуліна, Ореста Осійчук, Дарія Піскозуб, Юліта Ран, Світлана Тараторіна. Вогненні серця // Мотанка. — Харків : Vivat, 2024. — 304 с. — ISBN 978-617-170-031-4.
- Ірина Грабовська, Олена Кузьміна, Анастасія Нікуліна, Леся Яцута. Милістю Ерея // Час тіней. — Київ : БукБанда, 2025. — 480 с. — ISBN 978-617-8458-10-2.

### Переклади іншими мовами
- Французькою
  - Iryna Hrabovska. L'âme de la ville du diable = Душа чортового міста / Traduction de Sofia Berkovska // Galaxies(інші мови). — 2025. — № 90. — С. 61-77.